# Demi Schuurs
| jaar | rang enkelspel | rang dubbelspel |
| ---- | -------------- | --------------- |
| 2010 | –              | 583             |
| 2011 | 1103           | 659             |
| 2012 | –              | 605             |
| 2013 | –              | 292             |
| 2014 | 561            | 239             |
| 2015 | 783            | 72              |
| 2016 | –              | 71              |
| 2017 | –              | 45              |
| 2018 | –              | 8               |
| 2019 | –              | 14              |
| 2020 | –              | 12              |
| 2021 | –              | 11              |
| 2022 | –              | 17              |
| 2023 | –              | 19              |
| 2024 | –              | 24              |

Demi Schuurs (Sittard, 1 augustus 1993) is een Nederlands tennisspeelster. Haar favoriete ondergrond is gras. Zij speelt rechtshandig en heeft een tweehandige backhand. Als junior nam zij al aan alle vier grandslamtoernooien deel, zowel in het enkel- als in het dubbelspel. In 2011 bereikte zij in ieder der vier jeugdgrandslamtoernooien de dubbelspelfinale – twee van de vier keren won zij de titel (het Australian Open met An-Sophie Mestach en het US Open met Irina Chromatsjova).
Ook in het volwassenencircuit is zij in het dubbelspel succesvoller dan in het enkelspel.
In de periode 2012–2024 maakte Schuurs deel uit van het Nederlandse Fed Cup-team – zij behaalde daar een winst/verlies-balans van 12–6, geheel in het dubbelspel.

## Loopbaan

### Enkelspel
Schuurs nam voor het eerst deel aan een professioneel toernooi in 2009: het ITF-toernooi van Bree. In 2014 won zij het ITF-toernooi van Sharm-el-Sheikh.

### Dubbelspel
Tijdens haar eerste dubbelspeltoernooi (eveneens in Bree, 2009) drong zij meteen door tot de finale, samen met de Belgische An-Sophie Mestach. Het jaar daarop won zij de dubbelspeltitel in Bree, samen met de Belgische Sofie Oyen. In de periode 2010–2016 won Schuurs twintig ITF-dubbelspeltoernooien.

#### 2015 – 2017
In april 2015 won zij haar eerste WTA-titel, samen met de Belgische Ysaline Bonaventure, op het dubbelspeltoernooi van Katowice. Drie maanden later volgde de tweede, samen met de Georgische Oksana Kalasjnikova, op het toernooi van Boekarest. Zij speelde voor het eerst op een grandslamtoernooi op het US Open 2015, samen met de Duitse Annika Beck. In 2016 nam zij voorts deel aan het Australian Open (samen met de Tsjechische Denisa Allertová) en aan Wimbledon (met de Tsjechische Renata Voráčová aan haar zijde). Met Voráčová won zij in de zomer van 2016 twee ITF-titels – dit koppel bereikte vervolgens een WTA-finale, in Tasjkent, en in 2017 nogmaals in Auckland. Later in 2017 stond zij nog in de finale in Rosmalen (samen met Kiki Bertens) en in Boekarest (samen met Elise Mertens). Met diezelfde Mertens won zij in september 2017 het toernooi van Guangzhou.

#### 2018
In januari 2018 won zij twee titels op rij: in Brisbane aan de zijde van Kiki Bertens en een week later in Hobart samen met Elise Mertens. In mei/juni volgden titels in Rome (met de Australische Ashleigh Barty), in Neurenberg (met de Sloveense Katarina Srebotnik) en in Rosmalen (met Mertens). Na haar volgende titel, in Montréal (met Barty), steeg Schuurs in augustus 2018 naar de top tien in het dubbelspel op de WTA-ranglijst. Haar zevende titel van 2018 greep zij, weer samen met Mertens, in september in Wuhan – daarmee kwalificeerde het koppel Schuurs/Mertens zich voor het eindejaarskampioenschap dubbelspel.

#### 2019
Dit jaar leverde haar vijf finaleplaatsen op, samen met Anna-Lena Grönefeld – geen daarvan konden zij verzilveren.

#### 2020
In augustus won Schuurs haar elfde titel, op het WTA-toernooi van Cincinnati samen met de Tsjechische Květa Peschke. Vier weken later won zij op het toernooi van Straatsburg haar twaalfde titel, nu met de Amerikaanse Nicole Melichar aan haar zijde.

#### 2021
Schuurs ging verder met Melichar, en bereikte met haar halvefinaleplaatsen in Melbourne (Yarra Valley Classic) en op het Australian Open waar zij in twee sets verloren van het Belgisch/Wit-Russisch koppel Elise Mertens en Aryna Sabalenka. Het was voor het eerst dat Schuurs de halve finale van een grandslamtoernooi bereikte. Op het WTA-toernooi van Doha won zij haar dertiende WTA-titel; de veertiende in Charleston, beide weer met de Amerikaanse Nicole Melichar.
In april stapte Schuurs over op de Canadese Gabriela Dabrowski – zij bereikten de finale van het WTA-toernooi van Madrid. Terug met Melichar bereikte zij in juni de finale van het WTA-toernooi van Berlijn en die in Eastbourne.

#### 2022 – 2024
In april 2022 won Schuurs, met nieuwe partner Desirae Krawczyk, haar vijftiende WTA-titel op het toernooi van Stuttgart. Een jaar later prolongeerde dit koppel hun titel. Op het WTA-toernooi van Eastbourne 2023 won Schuurs, met de zelfde partner, haar zeventiende titel. Op het WTA 1000-toernooi van Doha 2024 won zij haar achttiende titel, met de Braziliaanse Luisa Stefani aan haar zijde. Op de Olympische Spelen van Parijs 2024 bereikte zij met Wesley Koolhof de halve finale in het gemengd dubbelspel. Enkele maanden later won zij haar negentiende titel, op het WTA-toernooi van Ningbo geflankeerd door de Chinese Yuan Yue.

#### 2025
Sinds oktober 2024 samenspelend met de Amerikaanse Asia Muhammad bereikte zij de derde ronde op het Australian Open. In maart won zij met Muhammad haar twintigste titel, op het WTA 1000-toernooi van Indian Wells. Met de zelfde partner won zij in juni in Londen haar 21e titel.

## Palmares
| Legenda                 |
| ----------------------- |
| Grandslamtoernooi       |
| Olympische Spelen       |
| Year-End Championships  |
| Premier Mandatory       |
| Premier Five / WTA 1000 |
| Premier / WTA 500       |
| International / WTA 250 |
| Challenger / WTA 125    |

### WTA-finaleplaatsen enkelspel
geen

### WTA-finaleplaatsen vrouwendubbelspel
| nr.              | finale     | toernooi         | ondergrond | partner             | tegenstandsters                            | score             |         |
| ---------------- | ---------- | ---------------- | ---------- | ------------------- | ------------------------------------------ | ----------------- | ------- |
| gewonnen finales |            |                  |            |                     |                                            |                   |         |
| 01.              | 2015-04-12 | WTA Katowice     | hardcourt  | Ysaline Bonaventure | Gioia Barbieri Karin Knapp                 | 7-5, 4-6, [10-6]  | details |
| 02.              | 2015-07-19 | WTA Boekarest    | gravel     | Oksana Kalasjnikova | Andreea Mitu Patricia Maria Țig            | 6-2, 6-2          | details |
| 03.              | 2017-09-23 | WTA Guangzhou    | hardcourt  | Elise Mertens       | Monique Adamczak Storm Sanders             | 6-2, 6-3          | details |
| 04.              | 2018-01-06 | WTA Brisbane     | hardcourt  | Kiki Bertens        | Andreja Klepač María José Martínez Sánchez | 7-5, 6-2          | details |
| 05.              | 2018-01-13 | WTA Hobart       | hardcourt  | Elise Mertens       | Ljoedmyla Kitsjenok Makoto Ninomiya        | 6-2, 6-2          | details |
| 06.              | 2018-05-20 | WTA Rome         | gravel     | Ashleigh Barty      | Andrea Sestini-Hlaváčková Barbora Strýcová | 6-3, 6-4          | details |
| 07.              | 2018-05-26 | WTA Neurenberg   | gravel     | Katarina Srebotnik  | Kirsten Flipkens Johanna Larsson           | 3-6, 6-3, [10-7]  | details |
| 08.              | 2018-06-16 | WTA Rosmalen     | gras       | Elise Mertens       | Kiki Bertens Kirsten Flipkens              | 3-3, opgave       | details |
| 09.              | 2018-08-12 | WTA Montréal     | hardcourt  | Ashleigh Barty      | Latisha Chan Jekaterina Makarova           | 4-6, 6-3, [10-8]  | details |
| 10.              | 2018-09-29 | WTA Wuhan        | hardcourt  | Elise Mertens       | Andrea Sestini-Hlaváčková Barbora Strýcová | 6-3, 6-3          | details |
| 11.              | 2020-08-29 | WTA Cincinnati   | hardcourt  | Květa Peschke       | Nicole Melichar Xu Yifan                   | 6-1, 4-6, [10-4]  | details |
| 12.              | 2020-09-26 | WTA Straatsburg  | gravel     | Nicole Melichar     | Hayley Carter Luisa Stefani                | 6-4, 6-3          | details |
| 13.              | 2021-03-05 | WTA Doha         | hardcourt  | Nicole Melichar     | Monica Niculescu Jeļena Ostapenko          | 6-2, 2-6, [10-8]  | details |
| 14.              | 2021-04-11 | WTA Charleston   | gravel     | Nicole Melichar     | Marie Bouzková Lucie Hradecká              | 6-2, 6-4          | details |
| 15.              | 2022-04-24 | WTA Stuttgart    | gravel (i) | Desirae Krawczyk    | Cori Gauff Zhang Shuai                     | 6-3, 6-4          | details |
| 16.              | 2023-04-23 | WTA Stuttgart    | gravel (i) | Desirae Krawczyk    | Nicole Melichar-Martinez Giuliana Olmos    | 6-4, 6-1          | details |
| 17.              | 2023-07-01 | WTA Eastbourne   | gras       | Desirae Krawczyk    | Nicole Melichar-Martinez Ellen Perez       | 6-2, 6-4          | details |
| 18.              | 2024-02-17 | WTA Doha         | hardcourt  | Luisa Stefani       | Caroline Dolehide Desirae Krawczyk         | 6-4, 6-2          | details |
| 19.              | 2024-10-20 | WTA Ningbo       | hardcourt  | Yuan Yue            | Nicole Melichar-Martinez Ellen Perez       | 6-3, 6-3          | details |
| 20.              | 2025-03-15 | WTA Indian Wells | hardcourt  | Asia Muhammad       | Tereza Mihalíková Olivia Nicholls          | 6-2, 7-6          | details |
| 21.              | 2025-06-15 | WTA Londen       | gras       | Asia Muhammad       | Anna Danilina Diana Sjnajder               | 7-5, 6-7, [10-4]  | details |
| verloren finales |            |                  |            |                     |                                            |                   |         |
| 01.              | 2016-10-01 | WTA Tasjkent     | hardcourt  | Renata Voráčová     | Raluca Olaru İpek Soylu                    | 5-7, 3-6          | details |
| 02.              | 2017-01-07 | WTA Auckland     | hardcourt  | Renata Voráčová     | Kiki Bertens Johanna Larsson               | 2-6, 2-6          | details |
| 03.              | 2017-06-17 | WTA Rosmalen     | gras       | Kiki Bertens        | Dominika Cibulková Kirsten Flipkens        | 6-4, 4-6, [6-10]  | details |
| 04.              | 2017-07-23 | WTA Boekarest    | gravel     | Elise Mertens       | Irina-Camelia Begu Raluca Olaru            | 3-6, 3-6          | details |
| 05.              | 2018-06-24 | WTA Birmingham   | gras       | Elise Mertens       | Tímea Babos Kristina Mladenovic            | 6-4, 3-6, [8-10]  | details |
| 06.              | 2018-08-18 | WTA Cincinnati   | hardcourt  | Elise Mertens       | Lucie Hradecká Jekaterina Makarova         | 2-6, 5-7          | details |
| 07.              | 2019-02-16 | WTA Doha         | hardcourt  | Anna-Lena Grönefeld | Chan Hao-ching Latisha Chan                | 1-6, 6-3, [6-10]  | details |
| 08.              | 2019-05-19 | WTA Rome         | gravel     | Anna-Lena Grönefeld | Viktoryja Azarenka Ashleigh Barty          | 6-4, 0-6, [3-10]  | details |
| 09.              | 2019-06-23 | WTA Birmingham   | gras       | Anna-Lena Grönefeld | Hsieh Su-wei Barbora Strýcová              | 4-6, 7-6, [8-10]  | details |
| 10.              | 2019-08-11 | WTA Toronto      | hardcourt  | Anna-Lena Grönefeld | Barbora Krejčíková Kateřina Siniaková      | 5-7, 0-6          | details |
| 11.              | 2019-08-17 | WTA Cincinnati   | hardcourt  | Anna-Lena Grönefeld | Lucie Hradecká Andreja Klepač              | 4-6, 1-6          | details |
| 12.              | 2021-05-08 | WTA Madrid       | gravel     | Gabriela Dabrowski  | Barbora Krejčíková Kateřina Siniaková      | 4-6, 3-6          | details |
| 13.              | 2021-06-20 | WTA Berlijn      | gras       | Nicole Melichar     | Viktoryja Azarenka Aryna Sabalenka         | 6-4, 5-7, [4-10]  | details |
| 14.              | 2021-06-26 | WTA Eastbourne   | gras       | Nicole Melichar     | Shuko Aoyama Ena Shibahara                 | 1-6, 4-6          | details |
| 15.              | 2022-05-07 | WTA Madrid       | gravel     | Desirae Krawczyk    | Gabriela Dabrowski Giuliana Olmos          | 6-7, 7-5, [7-10]  | details |
| 16.              | 2023-08-13 | WTA Montréal     | hardcourt  | Desirae Krawczyk    | Shuko Aoyama Ena Shibahara                 | 4-6, 6-4, [11-13] | details |

### Gewonnen ITF-toernooien enkelspel
| nr. | finale     | toernooi        | dotatie  | tegenstandster in finale | score    |
| --- | ---------- | --------------- | -------- | ------------------------ | -------- |
| 1.  | 2014-03-02 | Sharm-el-Sheikh | $ 10.000 | Emily Webley-Smith       | 6-4, 6-2 |

### Gewonnen ITF-toernooien dubbelspel
| nr. | finale     | toernooi         | dotatie   | partner            | tegenstandsters in finale                 | score             |
| --- | ---------- | ---------------- | --------- | ------------------ | ----------------------------------------- | ----------------- |
| 1.  | 2010-08-01 | Bree             | $ 10.000  | Sofie Oyen         | Marcella Koek Marina Melnikova            | 6-0, 6-1          |
| 2.  | 2010-08-22 | Westende         | $ 10.000  | Quirine Lemoine    | Irina Chromatsjova Alison Van Uytvanck    | 3-6, 6-4, [10-4]  |
| 3.  | 2011-03-27 | Antalya          | $ 10.000  | Ilona Kremen       | Martina Gledacheva Isabella Shinikova     | 3-6, 7-6, [10-8]  |
| 4.  | 2012-04-06 | Tessenderlo      | $ 25.000  | Maryna Zanevska    | Tatjana Malek Stephanie Vogt              | 6-4, 6-3          |
| 5.  | 2013-07-14 | Aschaffenburg    | $ 25.000  | Eva Wacanno        | Carolin Daniels Laura Schäder             | 7-5, 1-6, [14-12] |
| 6.  | 2013-07-27 | Maaseik          | $ 10.000  | Eva Wacanno        | Bernice van de Velde Kelly Versteeg       | 6-2, 4-6, [10-7]  |
| 7.  | 2013-09-01 | Rotterdam        | $ 10.000  | Amandine Hesse     | Elke Lemmens Svjatlana Pirazjenka         | 3-6, 7-5, [10-4]  |
| 8.  | 2013-11-17 | Bol              | $ 10.000  | Barbora Krejčíková | Vivien Juhászová Tereza Malíková          | 6-2, 6-4          |
| 9.  | 2013-12-15 | Madrid           | $ 25.000  | Eva Wacanno        | Elitsa Kostova Jevgenia Rodina            | 6-1, 6-2          |
| 10. | 2014-08-24 | Wanfercée-Baulet | $ 15.000  | Elise Mertens      | Tatiana Búa Daniela Seguel                | 6-2, 6-3          |
| 11. | 2014-08-30 | Fleurus          | $ 25.000  | Arantxa Rus        | Hilda Melander Marina Melnikova           | 6-4, 6-1          |
| 12. | 2014-11-16 | Sharm-el-Sheikh  | $ 25.000  | Marie Benoît       | Valentina Ivachnenko Polina Monova        | 6-4, 7-5          |
| 13. | 2014-12-07 | Sousse           | $ 10.000  | Kelly Versteeg     | Vivien Juhászová Tereza Malíková          | 6-3, 6-0          |
| 14. | 2015-02-08 | Grenoble         | $ 25.000  | Hiroko Kuwata      | Manon Arcangioli Cindy Burger             | 6-1, 6-3          |
| 15. | 2015-02-27 | Beinasco         | $ 25.000  | Daniela Seguel     | Xenia Knoll Alice Matteucci               | 6-4, 4-6, [11-9]  |
| 16. | 2015-08-08 | Koksijde         | $ 25.000  | Elise Mertens      | Justyna Jegiołka Shérazad Reix            | 6-3, 6-2          |
| 17. | 2016-05-08 | Cagnes-sur-Mer   | $ 100.000 | Andreea Mitu       | Xenia Knoll Aleksandra Krunić             | 6-4, 7-5          |
| 18. | 2016-05-13 | Saint-Gaudens    | $ 50.000  | Renata Voráčová    | Nicola Geuer Viktorija Golubic            | 6-1, 6-2          |
| 19. | 2016-07-30 | Praag            | $ 75.000  | Renata Voráčová    | Sílvia Soler Espinosa Sara Sorribes Tormo | 7-5, 3-6, [10-4]  |
| 20. | 2016-08-12 | Koksijde         | $ 25.000  | Steffi Distelmans  | Başak Eraydın Ilona Kremen                | 6-1, 6-4          |

### Jeugdgrandslamfinaleplaatsen dubbelspel
| nr.              | finale     | toernooi        | ondergrond | partner            | tegenstandsters                    | score            |         |
| ---------------- | ---------- | --------------- | ---------- | ------------------ | ---------------------------------- | ---------------- | ------- |
| gewonnen finales |            |                 |            |                    |                                    |                  |         |
| 1.               | 2011-01-30 | Australian Open | hardcourt  | An-Sophie Mestach  | Eri Hozumi Miyu Kato               | 6-2, 6-3         | details |
| 2.               | 2011-09-12 | US Open         | hardcourt  | Irina Chromatsjova | Gabrielle Andrews Taylor Townsend  | 6-4, 5-7, [10-5] | details |
| verloren finales |            |                 |            |                    |                                    |                  |         |
| 1.               | 2011-06-05 | Roland Garros   | gravel     | Viktorija Kan      | Irina Chromatsjova Maryna Zanevska | 4-6, 5-7         | details |
| 2.               | 2011-07-03 | Wimbledon       | gras       | Tang Haochen       | Eugenie Bouchard Grace Min         | 7-5, 2-6, 5-7    | details |

## Resultaten grote toernooien

### Enkelspel
geen deelname

### Dubbelspel
| toernooi            | 2015 | 2016 | 2017 | 2018 | 2019 | 2020 | 2021 | 2022 | 2023 | 2024 | 2025 |
| ------------------- | ---- | ---- | ---- | ---- | ---- | ---- | ---- | ---- | ---- | ---- | ---- |
| grandslamtoernooien |      |      |      |      |      |      |      |      |      |      |      |
| Australian Open     | –    | 1R   | 1R   | 1R   | 1R   | 2R   | HF   | –    | KF   | KF   | 3R   |
| Roland Garros       | –    | –    | 1R   | 1R   | 2R   | 3R   | 3R   | 2R   | 3R   | –    | 3R   |
| Wimbledon           | –    | 1R   | 3R   | 3R   | KF   | g.t. | 1R   | 2R   | 2R   | 1R   |      |
| US Open             | 1R   | –    | 2R   | KF   | 2R   | KF   | 1R   | KF   | 2R   | KF   |      |
| WTA 1000            |      |      |      |      |      |      |      |      |      |      |      |
| Dubai/Doha          | –    | –    | –    | 2R   | KF   | 1R   | KF   | 1R   | HF   | W    | 2R   |
| Indian Wells        | –    | –    | –    | 2R   | 1R   | g.t. | 2R   | 2R   | 2R   | KF   | W    |
| Miami               | –    | –    | 1R   | HF   | 2R   | g.t. | 1R   | 2R   | 1R   | 1R   | 1R   |
| Madrid              | –    | –    | –    | –    | KF   | g.t. | F    | F    | 1R   | 2R   | 1R   |
| Rome                | –    | –    | –    | W    | F    | 2R   | 2R   | HF   | HF   | 1R   | KF   |
| Montréal/Toronto    | –    | –    | –    | W    | F    | g.t. | 2R   | KF   | F    | 1R   |      |
| Cincinnati          | –    | –    | 1R   | F    | F    | W    | KF   | HF   | KF   | KF   |      |
| Peking              | –    | –    | 2R   | HF   | KF   | g.t. | g.t. | g.t. | 1R   | 1R   |      |
| Wuhan               | –    | 1R   | –    | W    | HF   | g.t. | g.t. | g.t. | g.t. | 1R   |      |

### Gemengd dubbelspel
| toernooi        | 2017 | 2018 | 2019 |    | 2021 | 2022 | 2023 | 2024 | 2025 |
| --------------- | ---- | ---- | ---- | -- | ---- | ---- | ---- | ---- | ---- |
| Australian Open | –    | 2R   | 2R   | 1R | –    | 2R   | 2R   | 2R   |      |
| Roland Garros   | –    | KF   | 1R   | HF | 2R   | 1R   | –    | 1R   |      |
| Wimbledon       | 1R   | KF   | 2R   | 2R | 1R   | –    | 1R   |      |      |
| US Open         | –    | 1R   | KF   | KF | 1R   | KF   | 1R   |      |      |

## Persoonlijk
Haar vader Lambert Schuurs is record international  (312 caps) en voormalig handballer, haar broer Perr Schuurs is profvoetballer.